# Nereis huanghaiensis
Nereis huanghaiensis är en ringmaskart som beskrevs av Wu, Sun och Yang 1981. Nereis huanghaiensis ingår i släktet Nereis och familjen Nereididae. Inga underarter finns listade i Catalogue of Life.